# Basilique Saint-Nicolas d'Amsterdam
Cette  basilique n’est pas la seule basilique Saint-Nicolas.
La basilique Saint-Nicolas (en néerlandais : Basiliek van de Heilige Nicolaas) est une basilique mineure catholique du centre-ville d'Amsterdam aux Pays-Bas, située en vis-à-vis de la gare centrale d'Amsterdam.
Cette église néo-Renaissance fut construite en l’honneur de saint Nicolas, le saint patron des marins. Elle possède des colonnes de marbre noir et une voûte en bois. À l’intérieur, on peut voir un orgue du XIXe siècle récemment rénové, sur lequel des concerts sont régulièrement donnés. Officiellement nommée H. Nicolaas binnen de Veste, elle a été érigée entre 1884 et 1887 par l'architecte Adrianus Bleijs. Elle dépend du diocèse de Haarlem-Amsterdam. 
La basilique Saint-Nicolas est la troisième église à porter ce nom à Amsterdam, la première est l'actuelle Oude Kerk et la deuxième est actuellement connue sous le nom de Ons' Lieve Heer op Solder.

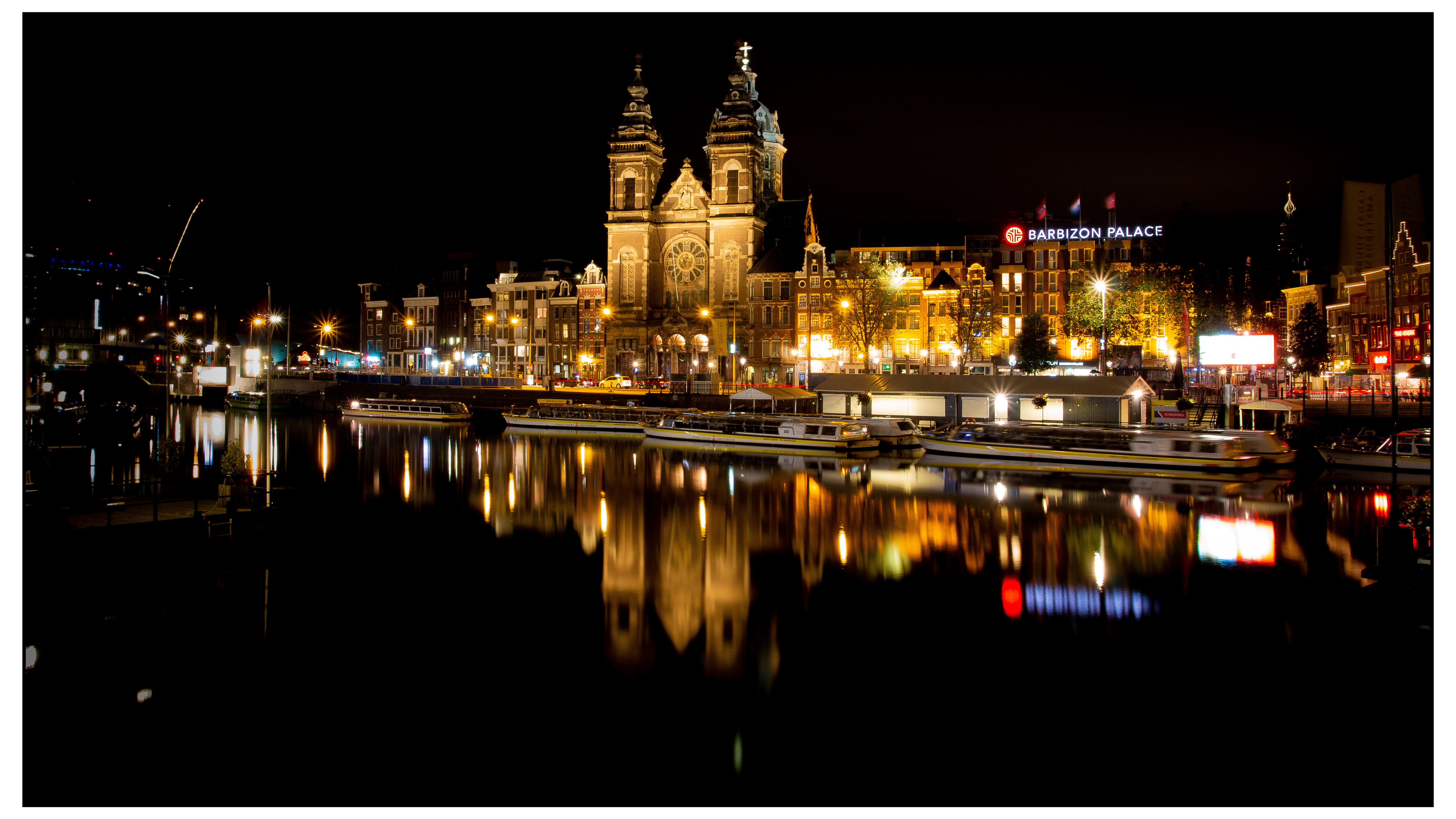
Basilique Saint-Nicolas d'Amsterdam de nuit.

## Histoire
L'architecte Adrianus Bleijs (1842–1912) est l'auteur des plans avec une combinaison de styles historicistes néo-renaissance et néo-baroque. L'église est édifiée entre 1884 et 1887 et consacrée solennellement le 7 février 1887. L'intérieur est restauré en 1999. Elle est élevée au rang de basilique mineure par Benoît XVI en 2012. 

## Édifice

### Orgue

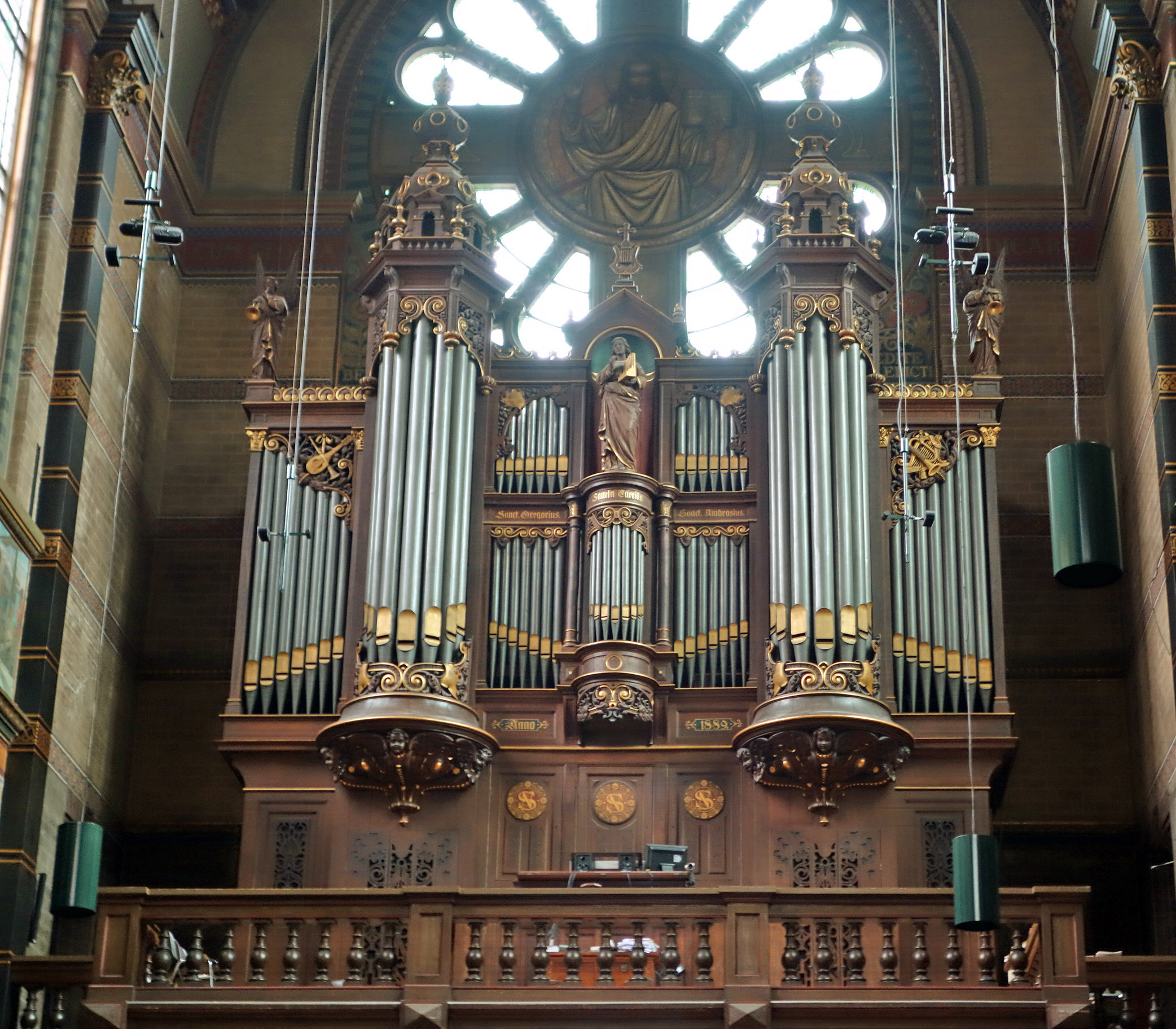
Grandes orgues.

L'orgue est issu de la maison Wilhelm Sauer de Francfort-sur-l'Oder et a été béni en 1889. Il a été restauré dans les années 1990. Il possède 40 registres, trois claviers manuels et un pédalier.